# Лютик многоцветковый
Лютик многоцветковый (лат. Ranunculus polyanthemos) — растение семейства Лютиковые, вид рода Лютик.

## Ботаническое описание

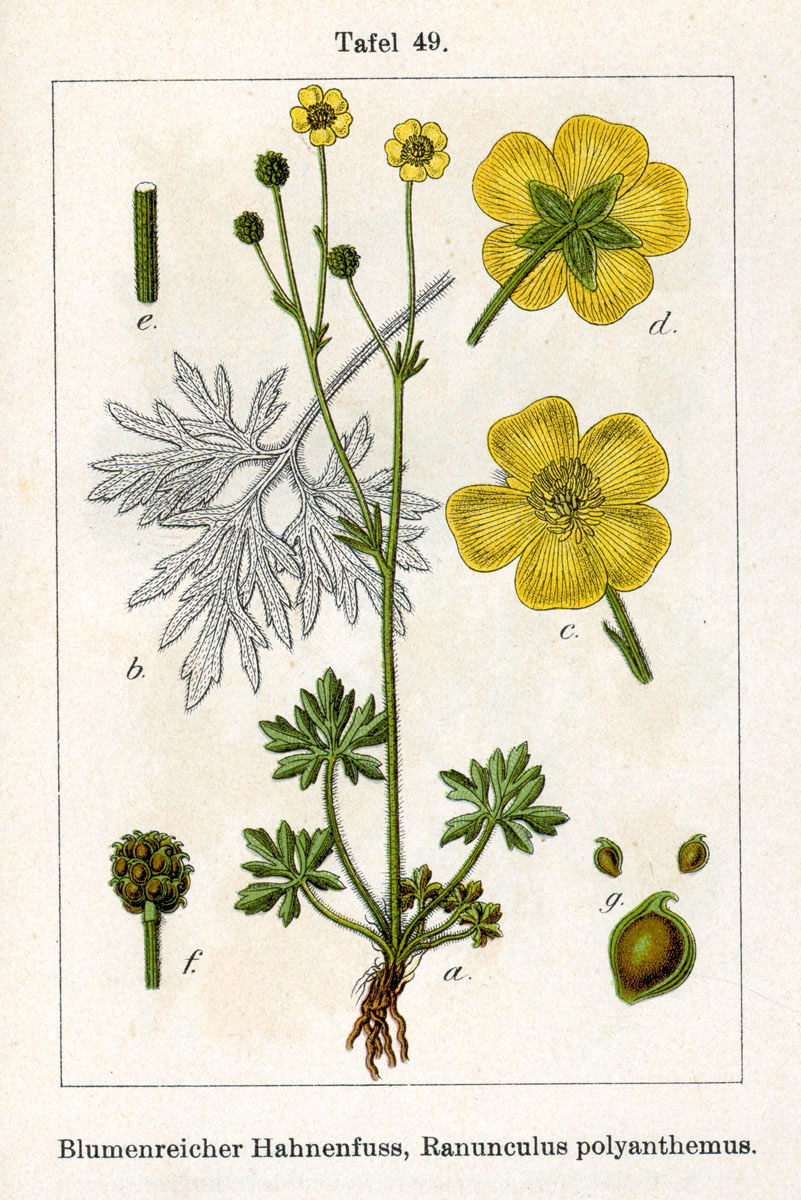

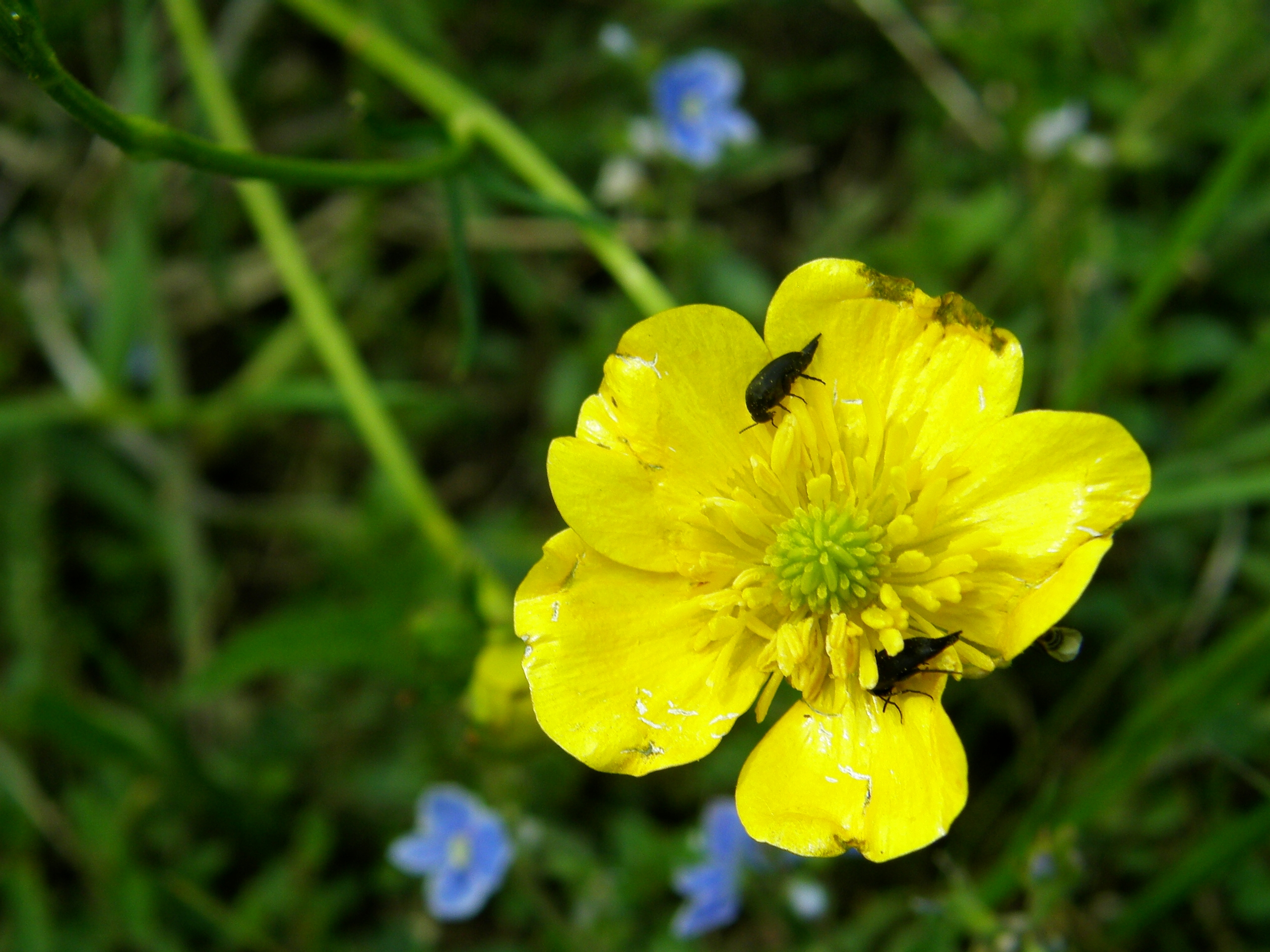
Цветок

Многолетнее растение высотой 25—80 см.
Корневище укороченное, почти неразвитое с пучком обильных тонких шнуровидных мочек.
Стебель прямой, ветвистый, ребристый, вместе с черешками листьев опушённый редкими, оттопыренными, часто немного вверх направленными, белыми или желтоватыми волосками.
Листья волосистые, округло-сердцевидные; глубоко- и пальчатораздельные доли, в свою очередь, глубоко рассечённые на линейные или линейно-ланцетные сегменты; прикорневые ростки на черешках; верхние стеблевые листья сидячие.
Цветки ярко-жёлтые, чашелистики яйцевидные, по краям плёнчатые, волосистые. Цветёт в июне — августе.
Плоды — сборные семянки, округло-обратнояйцевидные или округлые, до 3—3,5 мм длиной, сжатые с боков, голые, по краям с желобчатой каймой, килеватые, сверху часто с несколько сдвинутым, коротким, до 0,3—1 мм длиной, прямым, реже от основания немного искривлённым, широким у основания, наверху коротко крючковатым носиком. Созревают в августе — сентябре.

## Распространение и экология
Европейско-кавказско-среднеазиатский вид. На Украине встречается в лесных и лесостепных районах, на севере степных районов, реже в южных степях.
Растёт на сухих лугах, травянистых склонах, в лесах, среди кустарников.
Растение содержит летучее вещество протоанемонин, что обусловливает его ядовитость, резкий запах, жгучий вкус и раздражающее действие, а также 170 мг% аскорбиновой кислоты и 12 мг% каротина.

## Хозяйственное значение и использование
В народной медицине растение в небольших дозах используют внутрь при желудочных болях, мигрени, и как тонизирующее средство. Свежую надземную часть применяют наружно как болеутоляющее средство при невралгии, мигрени, ревматизме, подагре, как ранозаживляющее и при фурункулах. Цветки — при малярии.
Медонос.

## Классификация

### Таксономия
Ranunculus polyanthemos L., 1753, Sp. Pl. : 554
Вид Лютик многоцветковый относится к роду Лютик (Ranunculus) семейства Лютиковые (Ranunculaceae) порядка Лютикоцветные (Ranunculales). Таксономическая схема в соответствии с Системой APG IV по состоянию на июнь 2024 года:
|  |                                      |  |                                   |                                   |                     |  | ещё 6 семейств | ещё 6 семейств |                          |  |                         |  | еще 1 615 подтвержденных видов и 480 видов, ожидающих подтверждения | еще 1 615 подтвержденных видов и 480 видов, ожидающих подтверждения |  |
|  |                                      |  |                                   |                                   |                     |  | ещё 6 семейств | ещё 6 семейств |                          |  |                         |  | еще 1 615 подтвержденных видов и 480 видов, ожидающих подтверждения | еще 1 615 подтвержденных видов и 480 видов, ожидающих подтверждения |  |
|  |                                      |  |                                   | порядок Лютикоцветные             |                     |  |                |                | род Лютик                |  |                         |  |                                                                     |                                                                     |  |
|  |                                      |  |                                   | порядок Лютикоцветные             |                     |  |                |                | род Лютик                |  | 2 внутривидовых таксона |  |                                                                     |                                                                     |  |
|  | отдел Цветковые, или Покрытосеменные |  |                                   |                                   | семейство Лютиковые |  |                |                | вид Лютик многоцветковый |  |                         |  |                                                                     |                                                                     |  |
|  | отдел Цветковые, или Покрытосеменные |  |                                   |                                   |                     |  |                |                |                          |  |                         |  |                                                                     |                                                                     |  |
|  |                                      |  | ещё 63 порядка цветковых растений | ещё 63 порядка цветковых растений |                     |  |                | ещё 53 рода    | ещё 53 рода              |  |                         |  |                                                                     |                                                                     |  |
|  |                                      |  |                                   | ещё 63 порядка цветковых растений |                     |  |                |                | ещё 53 рода              |  |                         |  |                                                                     |                                                                     |  |

### Синонимы
- Ranunculus ambiguus Jord.
- Ranunculus binatiformis (A.Nyár.) Soó
- Ranunculus meyerianus Rupr.
- Ranunculus pseudoparviflorus H.Lév.